# Caselette
Caselette é uma comuna italiana da região do Piemonte, província de Turim, com cerca de 2.641 habitantes. Estende-se por uma área de 14 km², tendo uma densidade populacional de 189 hab/km². Faz fronteira com Val della Torre, Almese, Alpignano, Avigliana, Rivoli, Rosta, Buttigliera Alta.

## Demografia
| Variação demográfica do município entre 1861 e 2011                               |
|                                                                                   |
| Fonte: Istituto Nazionale di Statistica (ISTAT) - Elaboração gráfica da Wikipedia |